# Atividade física

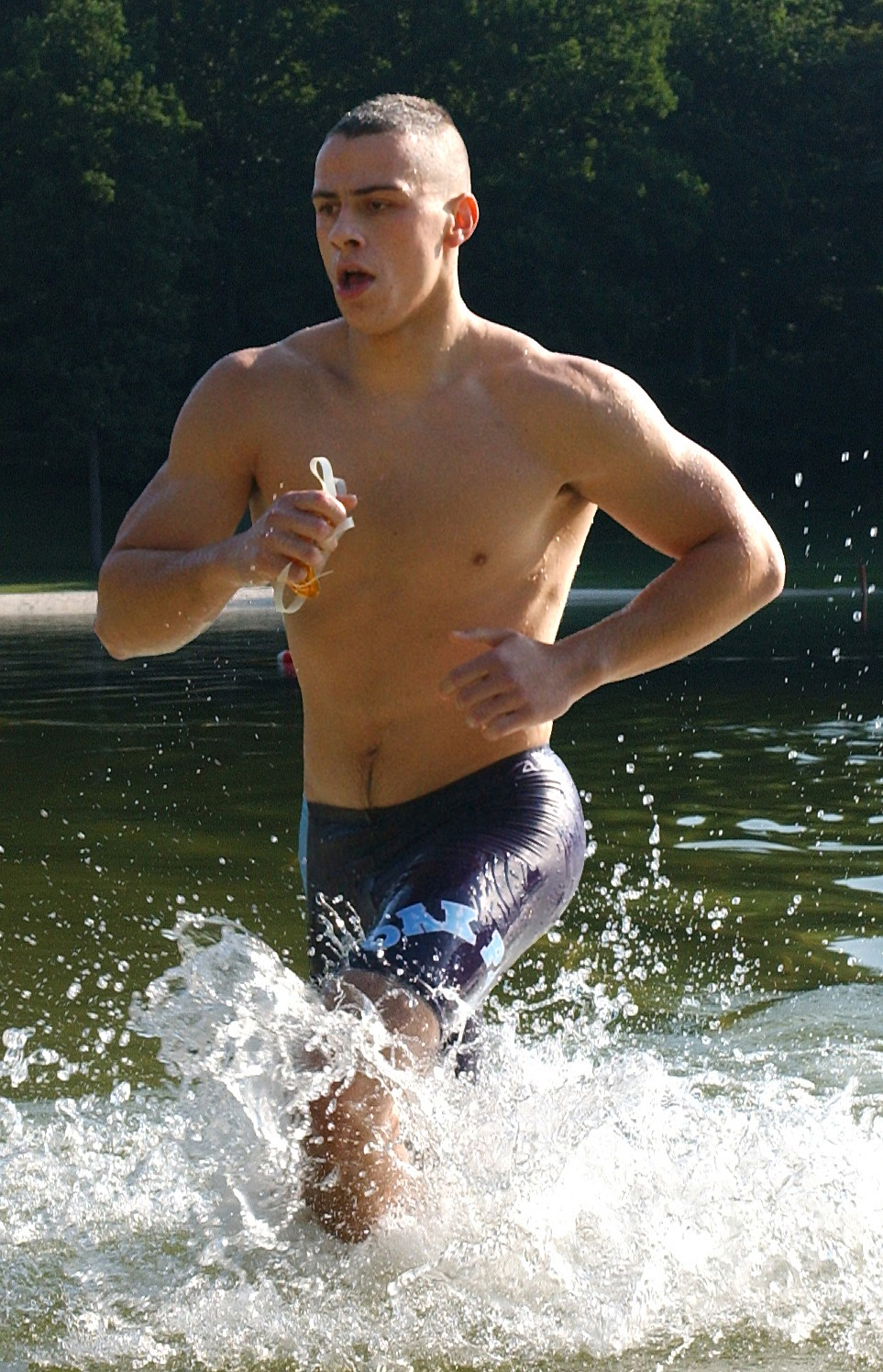
A corrida é uma ótima atividade física.

Atividade física é qualquer movimento voluntário produzido pela musculatura que resulte num gasto de energia acima do nível de repouso. Exemplos:, passear com o cachorro,   dançar, entre outros.
Podemos acrescentar que é também qualquer esforço muscular pré determinado, destinado a executar uma tarefa, seja ela um "piscar dos olhos", um deslocamento dos pés, e até um movimento complexo de longa duração em alguma competição esportiva.

## Recomendações de atividades física
A Organização Mundial da Saúde (OMS) (2010), apresenta diferentes recomendações para a prática de atividade física, de acordo com cada faixa etária.
- Para as crianças e adolescentes com idades compreendidas entre os 5 e os 17 anos as recomendações passam por, pelo menos, 60 minutos diários de atividade física moderada a vigorosa. A maioria desta atividade deverá ser aeróbica, no entanto, pelo menos 3 vezes por semana, deverão ser realizados exercícios que fortaleçam o músculo e o osso.
- As pessoas com idades compreendidas entre os 18 e os 64 anos devem realizar, pelo menos 150 minutos de atividade física aeróbica a uma intensidade moderada ou 75 minutos de atividade aeróbica a uma intensidade vigorosa. As atividades aeróbicas deverão ser realizadas em períodos mínimos de 10 minutos. Exercícios de fortalecimento muscular devem ser realizados pelo menos 2 vezes por semana.

### Preditores de níveis de atividade física
Estudos mostraram que, à medida que a disponibilidade de ambientes naturais (por exemplo, parques, florestas, águas interiores, costas) aumenta, mais atividades físicas de lazer, como caminhada e ciclismo, são relatadas. Constatou-se que as condições meteorológicas predizem a atividade física de forma diferente em diferentes tipos de ambiente. Por exemplo, em um grande estudo populacional na Inglaterra, temperaturas do ar mais altas e velocidades de vento mais baixas foram associadas ao aumento da atividade física.
Globalmente, em 2016, de acordo com uma análise conjunta de 298 pesquisas de base populacional, cerca de 81% dos alunos de 11 a 17 anos eram insuficientemente ativos fisicamente. A região com a maior prevalência de atividade insuficiente em 2016 foi a Ásia-Pacífico de alta renda.

## Importância de atividade física
Redução do estresse. A atividade física é altamente benéfica na redução do estresse; Tratamento eficaz para depressão e ansiedade; Pressão arterial sob controle; Memória em forma; Melhora da qualidade do sono; Níveis de energia a mil; Mais autoconfiança.